# Saint-Andeux
Saint-Andeux é uma comuna francesa na região administrativa da Borgonha-Franco-Condado, no departamento de Côte-d'Or. Estende-se por uma área de 11,63 km². Em 2010 a comuna tinha 129 habitantes (densidade: 11,1 hab./km²).